# Rouleur Chacal
Le Rouleur Chacal, en turc Çakal, est une race de pigeon domestique originaire de Turquie. C'est une race classée comme pigeon de vol.

## Origine
L'origine exacte de la race n'est pas connue. Celle-ci est ancienne et est élevée depuis plus d'un siècle dans les régions de Marmara et de Thrace orientale, dans les Balkans, au nord-ouest de la Turquie. Elle viendrait plus précisément d'Istanbul.

### Étymologie
Son nom turc Çakal signifie chacal. Ce nom est dû à la couleur rouge de son plumage qui rappelle celle du pelage du Chacal doré (Canis aureus).

## Description
C'est un pigeon de taille moyenne que l'on ne trouve que sous une seule couleur : rouge et blanc. Sa tête est lisse au front bombé et aux yeux perlés (iris blanc). Son cou est fort, sa poitrine large et arrondie, et son dos légèrement incliné. La queue est composée de 14 à 16 plumes. Les ailes sont fortes et les pattes nues. L'oiseau peut se trouver sous deux formes : soit entièrement rouge avec la queue blanche, soit rouge avec la queue et les rémiges primaires blanches. Le standard européen autorise entre 6 et 10 rémiges primaires blanches ; en Turquie, il est conseillé d'avoir 7 rémiges primaires blanches.
Le Culbutant de Bursa, une autre race turque, ressemble beaucoup au Rouleur Chacal. La seule différence est sa couleur : le rouge est remplacé par du noir,.

## Élevage
Comme son nom l'indique, l'oiseau est un rouleur. Pigeon de vol, l'oiseau peut voler haut et longtemps. Un bon Chacal doit pouvoir voler au moins trois heures, mais certains individus peuvent voler jusqu'à 10 heures. Au XXIe siècle, la race est principalement élevée dans sa région d'origine, mais peu d'éleveurs s’intéressent encore à celle-ci. Ils se tournent de plus en plus vers l'élevage pour les concours, et les oiseaux élevés pour ces expositions perdent leur compétence de vol. Pour cette raison, la race est menacée de disparition dans son pays d'origine.

## Diffusion
La race est importée en Allemagne dans les années 1980,. Reconnue en Europe, elle est classée dans le groupe des pigeons de vol et son standard est géré par l'Allemagne (D/0895). Les animaux sont bagués avec une bague de 7 mm.